# Gregorio González Galarza
Gregorio González Galarza (Cegama, 1869-San Sebastián, 1948) fue un fotógrafo español, considerado como el fotógrafo más importante de San Sebastián durante los primeros años del siglo XX.[cita requerida]
Su archivo fotográfico se encuentra en el Museo de San Telmo de San Sebastián. Fotografió la mayoría de los lugares de San Sebastián con dedicación al reportaje gráfico periodístico. Destacan sus trabajos sobre las carreras de caballos de Lasarte y los carnavales.